# یان هاوزر
یان هاوزر (انگلیسی: Jan Hauser؛ زادهٔ ۱۹ ژانویهٔ ۱۹۸۵) ورزشکار کرلینگ اهل سوئیس است.